# Xylomoia fusei
Xylomoia fusei là một loài bướm đêm trong họ Noctuidae.